# Las Tablas
Las Tablas est un quartier de Madrid en Espagne, inclus dans le quartier de Valverde, formant une partie du quartier de Fuencarral-El Pardo. Construit au début du XXIe siècle, il est situé à l'ouest de l'A-1 et à l'est de la ligne de chemin de fer Madrid-Espagne du Nord et Sud de la rue de Ntr. Mme de Valverde / Avenida de Fuencarral. Le quartier a émergé comme un programme d'action urbain (PAU) à la suite du développement du Plan d'urbanisme général de 1997 de la municipalité de Madrid. Las Tablas jouxte Sanchinarro au sud, et à l'ouest jouxte le prolongement de la Castellana, le PAU de Montecarmelo et Tres Olivos et la vieille ville de Fuencarral. Au nord, il jouxte Alcobendas. En 2014, près de 30 000 personnes résident dans Las Tablas.
Le quartier Las Tablas est essentiellement résidentiel et familial, et abrite aussi le campus de Telefonica, Distrito C, où travaillent quelque 14 000 employés. Le campus, siège de Telefónica depuis 2007, est une série de bâtiments formant un vitrage en forme de H. plante - Le campus est situé au nord de l'autoroute périphérique M-40. En outre, dans Las Tablas se trouve le siège de la société Dragados y Construcciones, une filiale du groupe ACS, composé de quatre bâtiments. On y trouve également la maison du Groupe des services aux citoyens de l'entreprise Fomento de Construcciones y Contratas (FCC), composé de près de 14 000 mètres carrés, abrite plus de 1 450 employés. C'est aussi le siège de l'assurance CASER, de BMW Madrid, de Renault Espagne, de Peugeot Espagne, de Hyundai Motor, et de Huawei Espagne.
La construction du siège de BBVA s'est achevée en 2015. Ce complexe de 114 000 mètres carrés, comprenant sept bâtiments et une tour de près de 100 mètres de haut appelée "La Vela" (la voile), emploie 7000 personnes.

## Transport
Bus
Les Bus de la Empresa Municipal de Transportes de Madrid EMT en circulation dans ce quartier sont la Ligne 176 (Plaza Castilla - Las Tablas), la Ligne 172 (Mar de Cristal - Telefonica) et la ligne T61 [la gare de Fuencarral (Cercanías Madrid) - Las Tablas).
Comme pour le transport de nuit, ce quartier est desservi la ligne Nº24 (Plaza de Cibeles - Las Tablas) à partir de l'été 2009.
Métro
L'extension de la ligne 10 du métro de Madrid et le métro léger SLR (Ligne ML-1) sont arrivés dans le quartier le 26 avril et le 24 mai 2007. On y trouve les stations de métro Las Tablas, Ronda de las Comunicaciones et Palas de Rey.